# RRP9
RRP9 (англ. Ribosomal RNA processing 9, U3 small nucleolar RNA binding protein) – білок, який кодується однойменним геном, розташованим у людей на короткому плечі 3-ї хромосоми.  Довжина поліпептидного ланцюга білка становить 475 амінокислот, а молекулярна маса — 51 841.
| 10         |  | 20         |  | 30         |  | 40         |  | 50         |
| ---------- |  | ---------- |  | ---------- |  | ---------- |  | ---------- |
| MSATAAARKR |  | GKPASGAGAG |  | AGAGKRRRKA |  | DSAGDRGKSK |  | GGGKMNEEIS |
| SDSESESLAP |  | RKPEEEEEEE |  | LEETAQEKKL |  | RLAKLYLEQL |  | RQQEEEKAEA |
| RAFEEDQVAG |  | RLKEDVLEQR |  | GRLQKLVAKE |  | IQAPASADIR |  | VLRGHQLSIT |
| CLVVTPDDSA |  | IFSAAKDCSI |  | IKWSVESGRK |  | LHVIPRAKKG |  | AEGKPPGHSS |
| HVLCMAISSD |  | GKYLASGDRS |  | KLILIWEAQS |  | CQHLYTFTGH |  | RDAVSGLAFR |
| RGTHQLYSTS |  | HDRSVKVWNV |  | AENSYVETLF |  | GHQDAVAALD |  | ALSRECCVTA |
| GGRDGTVRVW |  | KIPEESQLVF |  | YGHQGSIDCI |  | HLINEEHMVS |  | GADDGSVALW |
| GLSKKRPLAL |  | QREAHGLRGE |  | PGLEQPFWIS |  | SVAALLNTDL |  | VATGSHSSCV |
| RLWQCGEGFR |  | QLDLLCDIPL |  | VGFINSLKFS |  | SSGDFLVAGV |  | GQEHRLGRWW |
| RIKEARNSVC |  | IIPLRRVPVP |  | PAAGS      |  |            |  |            |

A: Аланін

C: Цистеїн

D: Аспарагінова кислота

E: Глутамінова кислота

F: Фенілаланін

G: Гліцин

H: Гістидин

I: Ізолейцин

K: Лізин

L: Лейцин

M: Метіонін

N: Аспарагін

P: Пролін

Q: Глутамін

R: Аргінін

S: Серин

T: Треонін

V: Валін

W: Триптофан

Кодований геном білок за функціями належить до рибонуклеопротеїнів, фосфопротеїнів. 
Задіяний у таких біологічних процесах як процесинг рРНК, поліморфізм. 
Білок має сайт для зв'язування з РНК. 
Локалізований у ядрі.